# Орган на станции Лондон-бридж

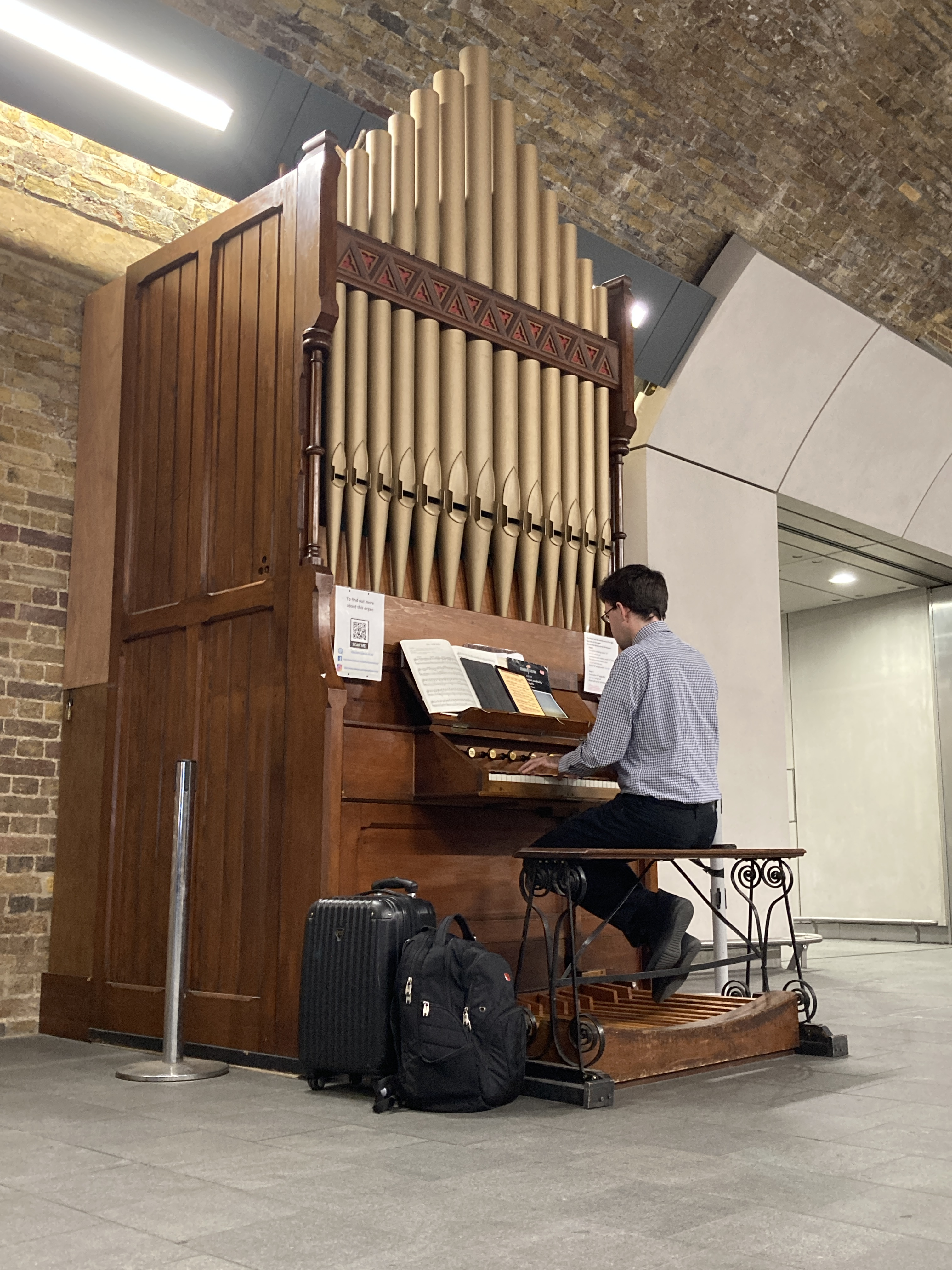
Генри, орган на станции Лондон-бридж

Орган на станции Лондон-бридж, также известный как Генри, представляет собой викторианский орган, расположенный на станции Лондон-бридж. Построенный в 1880 году, он был перенесён на нынешнее место для общественного использования в 2022 году благотворительным проектом «Pipe Up for Pipe Organs», который вернул орган из закрытой церкви.

## История
Орган, получивший прозвище «Генри», был построен Генри Джонсом в 1880 году и находился в Церкви Христа, объединенной реформатской церкви в Уэтстоне, на севере Лондона, до её закрытия в июле 2020 года. Орган убрали в 2021 году. Пульт имеет один мануал, педаль и восемь регистров. У воздуходува органа есть 30-минутный переключатель, и каждый может свободно играть на нём в течение этого времени. В организации «Будущее религиозного наследия» считают, что это «первый в мире орган на железнодорожной станции с открытым доступом».
Орган был перенесён на станцию Лондон-Бридж (зал Стейнер-стрит, недалеко от Сент-Томас-стрит) в 2022 году в рамках благотворительного проекта под руководством реставратора органов Мартина Реншоу под названием «Pipe Up for Pipe Organs» как попытка спасти орган и привлечь внимание общественности к потере органов из ряда закрытых церквей. По оценкам проекта, из примерно 35 000 органов в Великобритании «до четырёх органов в неделю разбирают и отправляют на свалку». Благотворительная организация перевозит британские органы во Францию, Восточную Европу, Норвегию, Нидерланды, Данию и Швейцарию.
Ещё один орган, перенесённый в рамках проекта вместе с лондонским оркестром Mozart Players, под названием «Джеймс», расположен в Тринити-Корт в торговом центре Whitgift Centre в Кройдоне на юге Лондона.

## Реакция
Орган был перенесён на станцию в 2022 году, а церемония состоялась 27 октября 2022 года. На мероприятии играла органистка Анна Лэпвуд, музыкальный директор Пемброк-колледжа в Кембридже, также известная как «органистка из TikTok». Органисты и представители Network Rail отметили положительную реакцию общественности на перенос органа.
Видео исполнения Лэпвуд «Боже, храни короля» вместе с охранницей метро стало вирусным в Твиттере. Дэвид Хилл, специалист по органу в колледже Святого Иоанна в Кембридже исполнил Токкату ре минор Баха.